# Denis Stracqualursi
Denis Andrés Stracqualursi (ur. 20 października 1987 w Rafaeli) – argentyński piłkarz pochodzenia włoskiego występujący na pozycji napastnika.